# Sendas distintas
Sendas distintas es una canción en tono de pasillo compuesta por el músico ecuatoriano Jorge Araujo Chiriboga y dedicada a su esposa, la reconocida cantante Carlota Jaramillo. La letra cuenta la relación amorosa de una pareja con una diferencia de edad marcada y fue inspirada en la propia historia de amor entre Araujo y Jaramillo, pues se conocieron cuando ella tenía 22 años y él 34. Los padres de Jaramillo se opusieron al noviazgo, por lo que la pareja decidió fugarse y casarse en 1927 en Guayaquil. La canción fue escrita cuando Jaramillo trabajaba como profesora en el colegio Simón Bolívar de Ambato.
Jaramillo grabó el tema en 1942, acompañada de Luis Alberto Valencia. Con los años se convirtió en una de las canciones más emblemáticas y exitosas del repertorio de Jaramillo.